# Conservatorio Egidio Romualdo Duni
Il conservatorio Egidio Romualdo Duni, fondato da Nino Rota, fa parte degli istituti ad alta formazione artistica, musicale e coreutica italiani, con sede nel palazzo del Sedile di Matera. Esso è dedicato al compositore materano omonimo, a cui è stato dedicato anche il cineteatro Duni.

## Storia
Il conservatorio materano è la prima Istituzione musicale fondata in Basilicata. Nato inizialmente come sezione distaccata del Conservatorio Niccolò Piccinni di Bari nel 1965, con i corsi di violino e pianoforte, sotto la prestigiosa guida del M° Nino Rota ottiene l'autonomia dal 1º ottobre 1969.

## Struttura
Il conservatorio si avvale di tre sezioni rispettivamente all'interno del Palazzo del Sedile, Palazzo Bronzini e Palazzo Ridola. Fino ai primi anni Ottanta era attiva una quarta sezione sita nel Palazzo Malvinni-Malvezzi. La prima ospita nei suoi sotterranei un Auditorium intitolato a Raffaele Gervasio, con una capienza di circa 400 posti a sedere, utilizzato per le attività concertistiche, festival, seminari e concorsi organizzati dall'istituzione e dall'ente comunale. Il Conservatorio dispone, inoltre, di una biblioteca specializzata nel settore musicale e musicologico. La collezione documentaria è stata arricchita da alcune donazioni, tra cui il Fondo Paternoster, il Fondo Pedote, il Fondo Autera e il Fondo De Bellis. Nella sede di Palazzo Bronzini vi è la sala concerti dedicata a Nino Rota completamente ristrutturata nel corso dell’a.a. 2008/2009 e nel corso degli anni accademici 2014/15 e 2015/16 è stata modernamente attrezzata con strumentazione elettronica ed acustica..
Il conservatorio è organizzato nei seguenti dipartimenti:
- Canto e Teatro Musicale
- Nuove tecnologie e linguaggi musicali
- Strumenti a fiato
- Strumenti a Tastiera e a percussione
- Strumenti ad arco e a corda
- Teoria e analisi, composizione e direzione

## Produzione
- BIG BAND
- ClariFagotEnsemble
- Coro Polifonico del Conservatorio di Matera
- Orchestra Sinfonica del Conservatorio di Matera
- Duni Chamber Choir
- Orchestra da Camera
- Flute in Progress
- MaterElettrica
- DAW – Duni Audiovisual Works

## Direttori
- Raffaele Gervasio (1969-1976)
- Giuliano Silveri (1976-1977)
- Donato Di Palma (1977-1981)
- Nicola Jannucci (1981-1982)
- Giovanni Antonioni (1982-1983)
- Claudio Ciampa  (1984-1991)
- Luigi La Porta (1992-2002)
- Francesco Mauro Coviello (2002-2005)
- Maria Antonietta Cancellaro (2005-2008)
- Saverio Vizziello (2008-2014)
- Piero Romano (2014-2017)
- Saverio Vizziello (2017-2023)
- Carmine Antonio Catenazzo (2023-in carica)